# Силвашу де Жос (Хунедоара)
Силвашу де Жос (рум. Silvașu de Jos) насеље је у Румунији у округу Хунедоара у општини Хацег. Oпштина се налази на надморској висини од 367 m.

## Становништво
Према подацима из 2002. године у насељу је живело 437 становника, од којих су сви румунске националности.